# Лупо Кіньйонес
Лупо Кіньйонес (ісп. Lupo Quiñónez, нар. 12 лютого 1957) — еквадорський футболіст, що грав на позиції нападника за низку місцевих клубних команд, з якими тричі вигравав чемпіонат Еквадору, а також за національну збірну Еквадору.

## Клубна кар'єра
У дорослому футболі дебютував 1975 року виступами за команду «Емелек», в якій провів сім сезонів. За цей час виборов титул чемпіона Еквадору.
Протягом 1993 року захищав кольори клубу «Манта».
Своєю грою за останню команду привернув увагу представників тренерського штабу клубу «Барселона» (Гуаякіль), до складу якого приєднався 1984 року. Відіграв за гуаякільську команду наступні чотири сезони своєї ігрової кар'єри. Двічі, у 1985 і 1987 роках допомогав їй вигравати національну футбольну першість.
Протягом 1989 року захищав кольори клубу «Депортіво Кіто», а завершував ігрову кар'єру у команді «Філанбанко», за яку виступав протягом 1989—1990 років.

## Виступи за збірну
1981 року дебютував в офіційних матчах у складі національної збірної Еквадору.
У складі збірної був учасником розіграшу Кубка Америки 1983 року та розіграшу Кубка Америки 1987 року.
Загалом протягом кар'єри у національній команді, яка тривала 7 років, провів у її формі 28 матчів, забивши 4 голи.

## Титули і досягнення
- Чемпіон Еквадору (3):

«Емелек»: 1979
«Барселона» (Гуаякіль): 1985, 1987